# Bogdan Juszczyk
Bogdan Juszczyk (ur. 18 lipca 1939 w Łodzi, zm. 22 listopada 1989 tamże) – polski aktor filmowy i teatralny.

## Życiorys
W 1959 otrzymał III nagrodę w VI Ogólnopolskim Konkursie Recytatorskim, w tym samym roku rozpoczął studia na Wydziale Aktorskim PWSTiF w Łodzi. W 1960 przeniósł się do PWST w Warszawie, którą ukończył w 1964. Po obronie dyplomu powrócił do Łodzi i rozpoczął pracę sceniczną w Teatrze Ziemi Łódzkiej, występował tam do 1979. W późniejszych latach nie posiadał stałego angażu w żadnym teatrze. Współpracował z Estradą Łódzką, był konferansjerem.

### Śmierć
Został zamordowany 22 listopada 1989 we własnym mieszkaniu na łódzkim osiedlu Teofilów. Zabójcą aktora był niezidentyfikowany morderca gejów z Łodzi. Został pochowany na cmentarzu Doły w Łodzi.